# Lester Halbert Germer
Lester Halbert Germer, Chicago, Illinois, EUA, 10 octubre 1896 - Gardiner, Nova York, 3 octubre 1971, fou un físic nord-americà que, juntament amb el seu company Clinton Joseph Davisson (1881-1958), realitzaren el 1927 l'experiment de Davisson-Germer que demostrà la naturalesa ondulatòria de l'electró predita pel físic francès Louis-Victor de Broglie (1892–1987) el 1924.

## Vida
Nascut a Chicago, Germer passà la seva infància des del 1898 a Canastota, estat de Nova York. Era el fill major dels dos del metge Hermann Gustav Germer i de Marcia Halbert i es graduà el 1917 a la Universitat Cornell. Fou contractat com investigador per part de la companyia Western Electric just després de la graduació però hagué de servir a l'exèrcit durant la Primera Guerra Mundial, on fou pilot d'aviació al front oest. Oficialment abaté quatre aeroplans alemanys i fou condecorat pel general John J. "Black Jack" Pershing (1860-1848), comandant en cap de les forces nord-americanes a Europa.
Acabada la guerra retornà el 1919 als Laboratoris Bell de la Western Electric i es casà amb la seva núvia Cornell, Ruth Woodard. Es doctorà el 1927 a la Universitat de Colúmbia. Als Laboratoris Bell treballà inicialment com assistent de Clinton Joseph Davisson que estudiava la difracció d'electrons en cristalls de níquel. La importància d'aquest experiment fou reconeguda amb la concessió a Davisson del Premi Nobel de Física del 1937.
Fou president de l'American Crystallographic Association i membre de l'American Physical Society. El 1931 rebé la Medalla Elliot Cresson.
Malgrat es retirà oficialment el 1961 abandonant els Laboratoris Bell, seguí amb la seva activitat de recerca a la Universitat Cornell, al mateix temps que seguí practicant els seus esports preferits, l'escalada de roques, l'alpinisme i el senderisme. Morí d'un atac al cor quan practicava l'escalada de roques als penya-segats de les muntanyes Shawangunk, a l'estat de Nova York.

## Obra
Després de l'experiment de Davisson-Germer continuà treballant en l'estudi de la utilització de la difracció dels electrons per determinar l'estructura de les superfícies, la feina que eventualment conduí al desenvolupament del microscopi electrònic, en l'efecte termoiònic, en l'erosió dels metalls i en la física de contacte.